# ウィリアム・ダグラス (第4代クイーンズベリー公爵)
第4代クイーンズベリー公爵ウィリアム・ダグラス（英語: William Douglas, 4th Duke of Queensberry KT、1724年12月16日 – 1810年12月23日）は、スコットランド貴族。1731年までピーブルズ子爵の儀礼称号を、1748年までマーチ伯爵の称号を、1778年までマーチ＝ラグラン伯爵の称号を使用した。また、オールド・Q（Old Q）とあだ名された。

## 生涯
第2代マーチ伯爵ウィリアム・ダグラスと第2代ラグラン女伯爵アン・ハミルトンの息子として、1725年12月16日に生まれた。1731年3月7日に父が死去すると、マーチ伯爵の爵位を継承した。1748年4月21日に母が死去すると、ラグラン伯爵の爵位を継承した。ラグラン伯爵の創設日がマーチ伯爵より4日早かったため、順位ではラグラン伯爵が上だったが、ダグラスは「ラグラン＝マーチ伯爵」（Earl of Ruglen and March）の称号ではなく「マーチ＝ラグラン伯爵」（Earl of March and Ruglen）の称号を使用した。1759年に第8代カセルス伯爵ジョン・ケネディが死去すると、その爵位と財産が女系継承可能であるとして継承権を主張した（ダグラスの母方の祖母は第7代カセルス伯爵ジョン・ケネディの娘だった）が、却下されている。
1763年4月17日、シッスル勲章を授与された。
1760年から1789年までジョージ3世の寝室侍従を、1761年から1784年までスコットランド貴族代表議員を、1767年から1776年までスコットランド海軍次官を務めた。1776年10月26日にスコットランド第一警察卿（First Lord of Police）に任命されたが、第一警察卿の官職は1782年に廃止された。1778年10月22日に父方の祖父ウィリアムの兄ジェイムズの息子にあたる第3代クイーンズベリー公爵チャールズ・ダグラスが死去すると、クイーンズベリー公爵の爵位を継承、さらに1786年8月21日にグレートブリテン貴族であるウィルトシャーにおけるエイムズベリーのダグラス男爵に叙された。
1788年に王太子ジョージが摂政に就任する権利を主張すると、ダグラス家でただ1人王太子を支持したが、ジョージ3世が回復したため1789年に寝室侍従から解任された。その後、1794年3月17日から1797年11月17日までダンフリーズ統監を務めた。
1810年12月23日に生涯未婚のままロンドンの自宅で死去、31日に埋葬された。エイムズベリーのダグラス男爵とラグラン伯爵は後継者がおらず廃絶、マーチ伯爵は初代マーチ伯爵ウィリアム・ダグラスの姉妹アン（1700年没）の男系の玄孫にあたる第6代ウィームズ伯爵フランシス・チャータリスが、クイーンズベリー公爵は父方の祖父ウィリアムの兄ジェイムズの娘ジェーンの孫にあたる第3代バクルー公爵ヘンリー・スコットが、クイーンズベリー侯爵は初代クイーンズベリー伯爵ウィリアム・ダグラスにたどっての分流である第5代準男爵サー・チャールズ・ダグラスが継承した。また、100万ポンド以上の遺産を残しており、遺言状に基づき多くの人々の間で分割相続された。

## 私生活
1799年時点のグレートブリテン王国における百万長者（100万ポンド以上の財産を所有する人物）の1人であり、100万ポンド（2023年時点の1.24億ポンドと同等）を所有した。
オペラのパトロンだった。

### 競馬

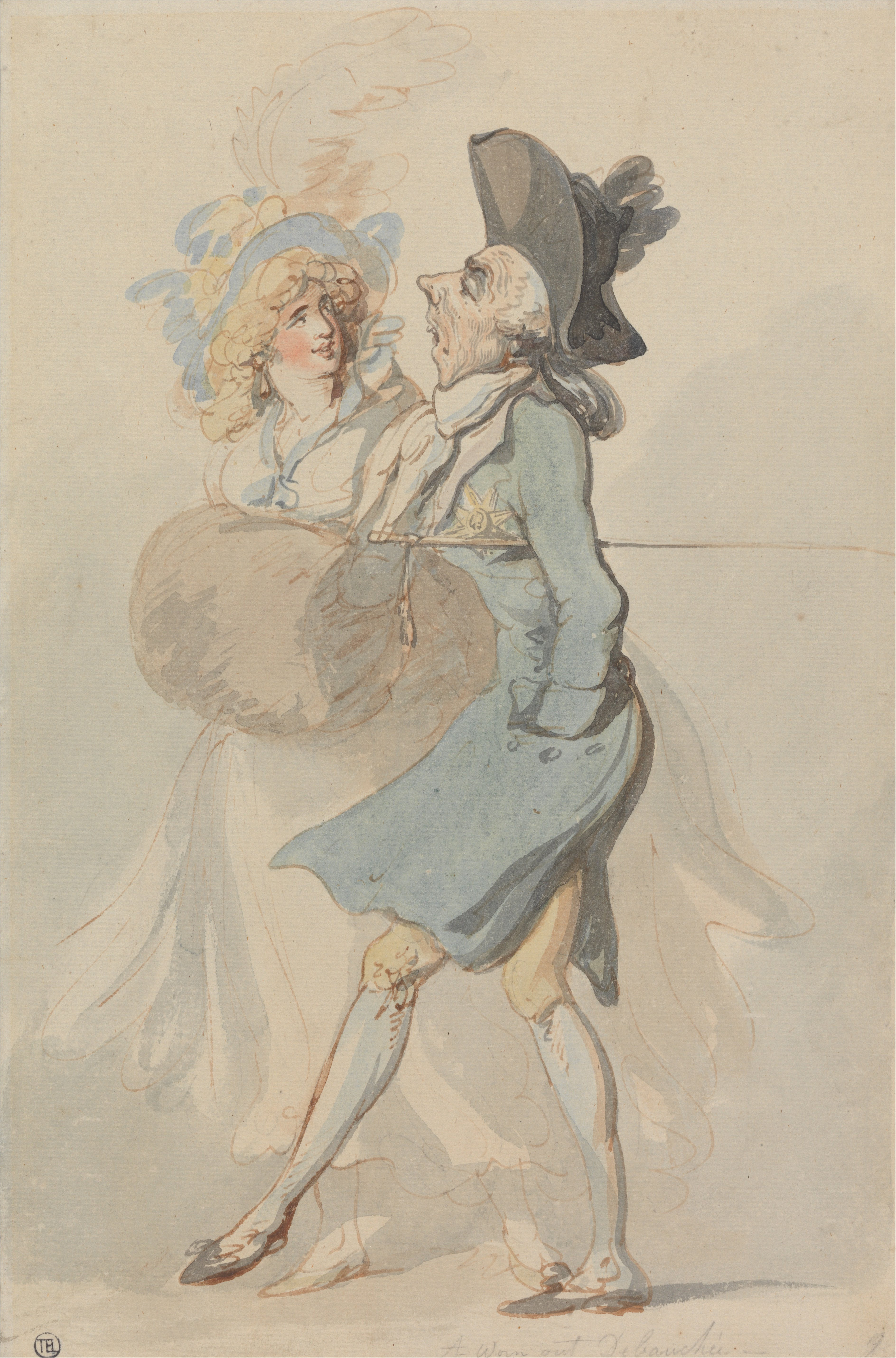
トマス・ローランドソンによるカリカチュア、1790年代作。

1750年、1時間内に四輪馬車で19マイル進めるかでターフェ伯爵と賭け、1750年8月29日にニューマーケット競馬場で行われた試合で見事に成功した。同年にジョッキークラブが結成され、1753年に同クラブがニューマーケット競馬場を購入すると、マーチ伯爵は競馬場を見下ろせる邸宅を購入し（晩年に売却した）、競馬に没頭した。競走馬の育成に心血を注いだほか、馬丁や騎手にも着目したという。1756年に自ら騎手を務めて試合に勝利したほか、競馬における賭博にもたびたび勝ち、カンバーランド公ウィリアム・オーガスタスなどから大金を勝ち取った。後にチャールズ・ジェームズ・フォックスが競馬と賭博に熱中するのもマーチ伯爵がフォックスのメンターを務めたことが一因とされる。

### 住居
ニューマーケットの邸宅のほか、一時はリッチモンドにある、高価な絵画や彫刻が飾られている住宅に住んでいたが、住宅の隣の芝生に関する裁判に負けたことがきっかけとなってそれを嫌い、ピカデリーの住宅に移ったという。
1798年頃にネイドパース城周辺の植林を整地したが、自身の庶出の娘マリアのヤーマス伯爵フランシス・シーモア＝コンウェイとの結婚における持参金を用意するためとされた。ジョージ・オーガスタス・セルウィンもマリアを娘と考えて大金を用意したが、『英国人名事典』では2人とも本当の父ではないとしている。ヤーマス伯爵夫婦はクイーンズベリー公爵の遺言状で10万ポンドを受け取り、ヤーマス伯爵はさらに遺産の残余分の受取人として、20万ポンドを追加で受け取った。
また、ピカデリーの自邸にあるバルコニーから通りをゆく美人を目ざとく見つけては、気に入った女性を邸内に招き入れていた。当初は家令に命じて招待していたが、やがてこれも面倒に感じるようになり、バルコニーから通りへと続く専用通路をもうけさせた逸話が残っている。

### 晩年
最晩年にはフランスからの医者に対し、自身が1日生き延びるごとに大金を支払ったという。また、1803年頃から1810年にクイーンズベリー公爵が死去するまで彼と親しかったナサニエル・ラクソールによると、クイーンズベリー公爵の体は弱くなったが、知性は衰えなかったという。さらに、オールドQの死期が近づいたことが知れ渡ると、彼の下には関係した女性から手紙が連日のように舞い込んだ。その後、彼が他界した際に未開封の手紙70通がくずかごの中から見つかったという。